# 福島県立白河高等学校
福島県立白河高等学校（ふくしまけんりつ しらかわこうとうがっこう）は、福島県白河市南登町にある県立高等学校。通称は「白高（はっこう）」。

## 概要
1922年（大正11年）設置の旧制白河中学校を前身とする県内有数の進学校。普通科と理数科がある。1997年（平成9年）にそれまでの男子校から男女共学の高校となった。県南の中心都市である白河市を中心に西白河郡、東白川郡、石川郡、岩瀬郡の一部から生徒が集まり、栃木県から越境入学してくる生徒もいる。

## 沿革
- 1922年（大正11年） - 福島県立白河中学校として開校。
- 1923年（大正12年）9月11日 - 授業開始。
- 1948年（昭和23年）4月1日 - 学制改革により福島県立白河高等学校と改称、福島県白河商業学校県移管本校に合併。
- 1955年（昭和30年）5月29日 - 登山部が朝日岳で暴風に遭い遭難。6人が死亡[2]。
- 1960年（昭和35年） - 福島県立白河第二高等学校（定時制）が本校に移転し施設を共用する併設校となる。
- 1970年（昭和45年） - 理数科設置。
- 1972年（昭和47年） - 矢吹分校、福島県立白河農工高等学校（現：福島県立白河実業高等学校）より白河高校へ移管となる。
- 1976年（昭和51年） - 商業科募集停止。
- 1977年（昭和52年） - 矢吹分校、福島県立矢吹高等学校（現：福島県立光南高等学校）として独立する。
- 1997年（平成9年） - 新入生より男女共学となる。
- 2007年（平成29年）
  - 5月26日 - PTA臨時総会において、PTA解散が決議される。
  - 11月16日 -日本史や情報など必履修科目の一部を未履修のまま2006年度の3年生全員が卒業していたことが発覚した。
- 2022年（令和4年） - 白河高創立100周年記念式典。

## 学科
- 全日制
  - 理数科
  - 普通科

## 校歌・応援歌
校歌は白中第2代校長の工藤正勝作詞、東京音楽学校教授の岡野貞一作曲。
校歌のほか白高応援団歌、花や一時、真萩ヶ浦は卒業後もOB会などで歌われる場合が多い。この他に、遭難白高生に捧げる歌が存在する。また、創立から校歌が一度も変わっていない高校は福島県内では珍しい。
- 校歌
- 白高応援団歌
- 花や一時
- 真萩ヶ浦
- 吹く風薫る
- 凱歌
- 競技部の歌
- 野球部の歌

## 学校行事

### 学園祭
学園祭は登龍祭と呼ばれ、白河旭高校、白河実業高校との持ち回りで3年に1度開催される。出店などの一般公開やクラスごとのステージ発表に加え、白河市内を練り歩く仮装行列が目玉になっている。

### 運動系行事
- 創立記念マラソン大会（5月）
- 校内スポーツ大会（7月）
- 郡内一周クラス対抗駅伝大会（10月）

以前は、上記「マラソン大会」と「駅伝大会」のほかに、水泳大会・球技大会・運動会（陸上競技中心）・サッカー/柔道大会（3年生はサッカー、1･2年生は柔道）が行われていた。

## 部活動
- 体育系
- 野球部
- バレーボール部
- バスケットボール部
- サッカー部
- 陸上競技部
- 山岳部
- 硬式テニス部
- ソフトテニス部
- 卓球部
- 剣道部
- 弓道部
- 水泳部
- バドミントン部
- スキー部

- 文化系
- 吹奏楽部
- 理化学研究部
- 美術部
- 演劇部
- 写真部
- 書道部

- 同好会
- 英語同好会
- 天文同好会
- ホームメイド同好会
- クイズ同好会
- 英語同好会
- 茶道同好会

## 進学実績
- 国公立大学 例年100名前後
- 私立大学 例年150名前後
- 短期大学 例年若干名
- 専門学校 例年10名前後

## 著名な出身者

### 政治
- 村田秀三 ‐ 参議院議員
- 穂積良行 - 衆議院議員

### 経済
- 瀬谷俊雄　東邦銀行会長

### 学術
- 岩淵悦太郎 - 国語学、国立国語研究所所長　岩波辞書編纂
- 酒井文徳 - 薬理学、東京大学医学部学部長
- 河島英昭 - イタリア文学、東京外語大学名誉教授
- 屋形稔 - 医学、新潟大学医学部名誉教授
- 駒木敏 - 国文学、同志社大学名誉教授
- 岡田美智男 - ロボット工学、豊橋技術科学大学教授
- 福田潤 - 教育者、日本芸術高等学園校長

### 文化
- 三好正人　NHKアナウンサー
- 矢吹公郎　映画監督
- パロ穂積　アニメーター

### 芸能
- Picorin　ミュージシャン Cutemen
- あばれる君 - お笑い芸人
- 麓川智之 - シナリオライター

### 自転車競技
- 新田祐大 - 競輪選手
- 佐々木雄一　競輪選手
- 班目秀雄　競輪選手
- 班目真紀夫　自転車競技選手

### その他
- 人見信男 - 警視庁副総監

## 交通
- JR東北本線白河駅、またはJR東北新幹線・東北本線新白河駅から
  - 福島交通バス 白河高校バス停または立石バス停下車
  - JRバス関東白棚線 白河高校前バス停下車

## 学校周辺
- 新白河駅
- 白河駅
- 国道289号
- 国道294号
- 白河小峰城
- 月見坂
- カネダイ
- 白河文化交流館「コミネス」